# Kemonozume
Kemonozume (ケモノヅメ?  en inglés traducido literalmente es «Beast Claw») es una serie de anime escrita y dirigida por Masaaki Yuasa, animada por el estudio Studio Madhouse y emitida por la cadena de televisión  WOWOW desde el 5 de agosto de 2006 al 5 de noviembre del mismo año.

## Argumento
Desde tiempos ancestrales ha existido una raza de monstruos come humanos llamadas shokujinki (食人鬼?  en inglés traducido literalmente es "Man-Eating Ogres") que pueden tomar forma humana u otra forma de vida y que viven en las sombras escondidas de las personas. A la vez, existe el arte marcial Kifūken (鬼封剣?  lit. "Ogre-Sealing Sword") capaz de derrotar a dichas criaturas y esta disciplina ha sido traspasada de generación en generación por la familia Momota. La historia transcurre entre el romance prohibido entre Toshihiko, el último conocedor y heredero el arte del Kifūken y Yuka una joven mujer que es una shokujinki.

## Personajes
Toshihiko Momota (桃田 俊彦 Momota Toshihiko?) Un hábil espadachín y heredero del dōjō Kifūken. En un acto impropio de su carácter disciplinado, renuncia a su responsabilidad para irse con Yuka, una mujer que se sabe que es un Shokujinki.
 Seiyū: Hidenobu Kiuchi
Yuka Kamitsuki (上月 由香 Kamitsuki Yuka?) Es una shokujinki cuyos motivos no están claros. Al parecer, se ha enamorado de Toshihiko como los dos han huido de sus vidas pasadas.
 Seiyū: Hekiru Shiina

## Canciones de opening y ending
- Opening Theme: «Auvers Blue» por Katteni-Shiyagare
- Ending Theme: «Suki» por Santara

## Lista de episodios
| # | Título                                             | Fecha de estreno         |
| --- | -------------------------------------------------- | ------------------------ |
| 1 | «First Taste»                                      | 5 de agosto de 2006      |
| Toshihiko dedica su vida sólo a un propósito, buscar y destruir a los Shokujinki, hasta que cierto día conoce a Yuka.           |                                                    |                          |
| 2 | «Hard Farewells»                                   | 12 de agosto de 2006     |
| La vida de Toshihiko cambia drásticamente luego que su padre muere y la verdadera naturaleza de Yuka se revela al protagonista. |                                                    |                          |
| 3 | «Salty New Moon Night»                             | 19 de agosto de 2006     |
| 4 | «Bitterness of the Past»                           | 19 de agosto de 2006     |
| 5 | «Woman's Hidden Flavour»                           | 9 de septiembre de 2006  |
| 6 | «Spicy Hot Birthday»                               | 16 de septiembre de 2006 |
| 7 | «The Sweet Fragrance of Rie»                       | 23 de septiembre de 2006 |
| 8 | «Detention Tastes Like Iron»                       | 30 de septiembre de 2006 |
| 9 | «Sweet Dreams»                                     | 7 de octubre de 2006     |
| 10 | «The Misfortunes of Others Are the Taste of Honey» | 10 de octubre de 2006    |
| 11 | «The Rain Was Bitter»                              | 21 de octubre de 2006    |
| 12 | «Coffee-Flavoured Millet Dumplings»                | 28 de octubre de 2006    |
| 13 | «Taste Has Nothing to Do with It»                  | 5 de noviembre de 2006   |